# تراسي شيلتون
تراسي شيلتون (بالإنجليزية: Tracey Shelton)‏ هي مصورة ومراسلة عسكرية وصحفية أسترالية، (و. القرن 20  م).